# Uzola
L'Uzola - (rus) Узола - és un riu de Rússia, passa per l'óblast de Nijni Nóvgorod, i és un afluent per l'esquerra del Volga. Té una llargària de 147 km i ocupa una conca de 1.920 km². Neix a uns 5 km al nord del poble de Romànovo i desemboca davant de la ciutat de Balakhnà.